# Explorer 51
Explorer 51, conocido como AE-C (Atmospheric Explorer C) fue un satélite artificial de la NASA dedicado a la investigación de la atmósfera. Fue lanzado el 16 de diciembre de 1973 mediante un cohete Delta desde Cabo Cañaveral.

## Objetivos
El objetivo de Explorer 51 era estudiar la termosfera y la transferencia de energía en la misma y los procesos que la controlan.

## Características
Explorer 51 tenía forma de poliedro, con 1,4 m de diámetro y se estabilizaba mediante giro. Llevaba un medidor de ultravioletas solares e instrumentos para medir la composición de iones positivos y partículas neutras, su densidad y temperatura. También era capaz de detectar resplandores atmosféricos, medir el espectro de energía de los fotoelectrones y medir el flujo de protones y electrones con energías por encima de 25 keV. 
El satélite reentró en la atmósfera el 12 de diciembre de 1978.